# آيت موسى أو علي (بومية)
آيت موسى أو علي هي إحدى مشيخات المملكة المغربية، تتبع جغرافيا لإقليم ميدلت وإداريًا لبومية. يقدر عدد سكانها بـ 689 نسمة حسب الإحصاء الرسمي للسكان والسكنى لسنة 2004.